# Євразійський національний університет
Євразійський національний університет імені Гумільова (ЄНУ; каз. Гумилев атындағы Еуразия ұлттық университеті) — заклад вищої освіти у Нур-Султані, Казахстан. Названий на честь російського вченого, історика-етнолога Лева Гумільова.
ЄНУ включає в себе 28 наукових установ (науково-дослідні інститути, лабораторії, центри), 13 факультетів, Інститут додаткової освіти та підвищення кваліфікації, військову кафедру, культурно-освітні центри різних держав. Система підготовки фахівців у Євразійському національному університеті ведеться на трьох ступенях освіти: вища базова освіта (бакалаврат), магістратура та докторантура. Університет готує фахівців за 65 спеціальностями бакалаврату, 68-ма — магістратури та 38-ми — докторантури.

## Історія

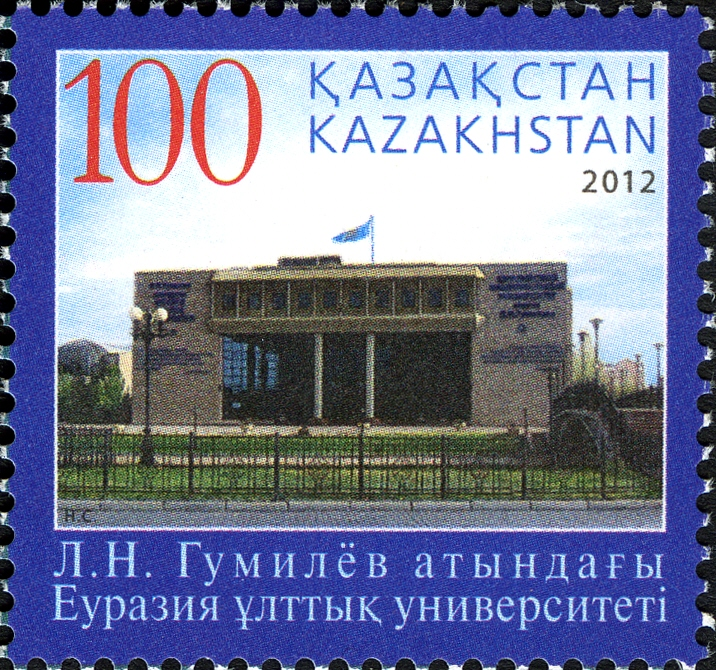
Поштова марка Казахстану 2012 року

Євразійський національний університет імені Л. М. Гумільова утворений 23 травня 1996 року за ініціативою Президента Республіки Казахстан Нурсултана Назарбаєва на основі об'єднання двох вузів — Целіноградського інженерно-будівельного інституту та Целіноградського педагогічного інституту. Указом Президента Республіки Казахстан від 5 липня 2001 року університету надано особливий статус національного, «враховуючи значний внесок у формування, розвиток і професійне становлення особистості на основі національних і загальнолюдських цінностей, досягнень науки і техніки». Університету було присвоєно ім'я Лева Миколайовича Гумільова.
У 2000 році на базі Євразійського національного університету відкрито Казахстанську філію Московського державного університету імені М. В. Ломоносова .
1 жовтня 2002 року за ініціативою ректора М. Ж. Жолдасбекова в університеті було відкрито Музей-кабінет Л. М. Гумільова. У вересні 2008 року в навчально-адміністративному корпусі ЄНУ встановлений бюст євразійця.
10 березня 2009 року в ЄНУ відбувся XI З'їзд Євразійської асоціації університетів.
У 2012 році Євразійський національний університет став центром пам'ятних урочистостей, присвячених 100-річчю від дня народження Лева Миколайовича Гумільова. Вітальне слово учасникам IX Євразійського наукового форуму «Спадщина Л. М. Гумільова і сучасна євразійська інтеграція» направив Президент Євразійської асоціації університетів ректор МДУ імені М. В. Ломоносова віце-президент Російської академії наук академік Віктор Садовничий.

## Факультети
- Архітектурно-будівельний факультет
- Механіко-математичний факультет
- Транспортно-енергетичний факультет
- Факультет природничих наук
- Факультет журналістики та політології
- Факультет інформаційних технологій
- Факультет міжнародних відносин
- Факультет соціальних наук
- Фізико-технічний факультет
- Філологічний факультет
- Економічний факультет
- Юридичний факультет
- факультет історії

## Музеї
Музей тюркської писемності
Музей тюркської писемності ЄНУ імені Л. М. Гумільова — науковий, навчально-допоміжний та культурно-просвітницький підрозділ університету. Відкритий він був 18 вересня 2003 року. Експонати музею історії тюркської писемності орієнтовані на пізнання історії письма.
Музей-кабінет Л. М. Гумільова
Музей-кабінет Л. М. Гумільова відкрито 1 жовтня 2002 року. Допомога у створенні експозиції музею надали дослідники творчості вченого — Е. Дільмухамедова, М. Новгородова, М. Козирєва, В. Біліченко та Є. Маслова. У 2004 році Наталія Вікторівна Гумільова, дружина Лева Гумільова, заповіла Євразійському національному університету з московського робочого кабінету вченого декілька особистих речей Гумільова. Музей-кабінет використовується як діюча навчальна лабораторія кафедри Євразійських досліджень.

## Міжнародне співробітництво
Міжнародне співробітництво університету здійснюється на основі 268 договорів із зарубіжними вузами Європи, Азії, Америки, 23 науковими центрами та НДІ, а також посольствами, міжнародними науково-освітніми фондами.
Серед вишів-партнерів ЄНУ такі навчальні заклади як Кембридж, University Sussex, Інститут міжнародних відносин Київського національного університету ім. Т. Шевченка, Московський державний університет імені М. В. Ломоносова, Берлінський технічний університет, Університет Валенсьєн, Пусанський університет, Університет Ухань, Університет Калгарі тощо.
Євразійський національний університет імені Л. Н. Гумільова повноправний учасник міжнародних асоціацій і консорціумів:
- Євразійська асоціація університетів
- Міжнародна обсерваторія з академічного ранжування (IREG)
- Велика Хартія університетів
- Мережевий Університет СНД
- університет ШОС
- Консорціум університетів Європейських країн
- United Nations Academic Impact UNAI
- STAR-NET
- Turkic Universities Council
- Міжуніверситетський консорціум з телекомунікацій (Італія)
- З 2016 року ЄНУ головує в Асоціації азійських університетів

## Ректори
Ректорами університету були: 
- Целіноградський інженерно-будівельний інститут (ЦИБІ): 
  - Т. Г. Духов (1964—1965)
  - Х. А. Асанбеков (1965—1977)
  - Х. К. Кареш (1977—1988)
  - А. Г. Чекаєв (1988—1996)

- Целіноградский педагогічний інститут: 
  - К. Ж. Жаманбаєв (1962—1974)
  - Б. С. Сункарбеков (1974—1984)
  - М. С. Беспаєв (1984—1987)
  - Н. В. Алексєєнко (1987—1992)
  - ТА. К. Кусаїнов (1992—1996)

- Євразійський національний університет імені Л. Н. Гумільова: 
  - А. К. Кусаїнов (1996—2000)
  - М. Ж. Жолдасбеков (2000—2004)
  - С. А. Абдиманапов (2004—2008)
  - Б. Ж. Абдраїм (2008—2011)
  - Єрлан Сидиков[9] (з 2011 року)

## Рейтинги
- QS World University Ranking — 336-е місце
- QS Top 50 Under 50 — 35-е місце
- QS Emerging Europe and Central Asia — 33-е місце
- QS by Subjects «Physics & Astronomy» — топ-500